# Kattilajärvi (sjö i Kajanaland)
Kattilajärvi är en sjö i Finland. Den ligger i kommunen Kajana i landskapet Kajanaland, i den centrala delen av landet, 500 km norr om huvudstaden Helsingfors. Kattilajärvi ligger 125,1 meter över havet. Den är 10 meter djup. Arean är 67,4 hektar och strandlinjen är 3,86 kilometer lång. Sjön  ingår i Uleälvens huvudavrinningsområde. 